# Chicago Seven
Els Chicago Seven van ser set -inicialment vuit, els Chicago Eight - acusats de càrrecs de conspiració, incitació als disturbis, i altres càrrecs relacionats amb les violentes protestes que van tenir lloc a Chicago, Illinois en relació amb la Convenció Nacional Demòcrata de 1968.
La convenció, celebrada a la fi d'agost del 68, va ser l'escenari de colossals manifestacions que protestaven en contra de la Guerra de Vietnam. En un ambient de carnaval, milers de persones lluint cartells, pancartes i samarretes reivindicatius, amb música, dansa i poesia, van passejar un porc, Pigasus l'Immortal per ser nominat per a President. Quan alguns participants van respondre al toc de queda nocturn llançant pedres, la policia va usar gas lacrimogen, va utilitzar porres i va fer detencions. Els enfrontaments violents van ser filmats i difosos als telenotícies.
Arran d'aquests fets, un gran jurat federal va acusar vuit manifestants i vuit oficials de policia, els primers pel delicte de travessar fronteres d'estats per incitar a la revolta, els segons per violació dels drets civils. El fiscal general Ramsey Clark, considerant que la violència havia estat essencialment provocada per l'acció de la policia de Chicago, va retardar el procediment, però la causa va ser rellançada quan Richard Nixon arribà al poder.
Els vuit manifestants acusats originalment pel gran jurat el 20 de març de 1969 van ser: Abbie Hoffman, Jerry Rubin, David Dellinger, Tom Hayden, Rennie Davis, John Froines, Lee Weiner i Bobby Seale. Els advocats de la defensa eren William Kunstler i Leonard Weinglass del Centre de Drets Constitucionals. El jutge era Julius Hoffman. El fiscal, Tom Foran. El judici va començar el 24 de setembre de 1969 i el 9 d'octubre es va emanar la protecció de la Guàrdia Nacional a causa que les manifestacions augmentaven en l'exterior del tribunal de justícia.
Aviat en el curs del judici l'activista Bobby Seale, del Partit Pantera Negra, va atacar verbalment el Jutge Hoffman durant les sessions, tractant-lo de "porc feixista" i "racista", entre d'altres. El jutge va ordenar que se’l lligués i emmordassés (fet al qual al·ludeix la cançó "Chicago" de Graham Nash, que comença amb: "Àdhuc el teu germà està lligat i emmordassat, i l'han encadenat a una cadira"). Al final Seale va ser separat del cas i condemnat a 4 anys de presó per desacatament al tribunal. Així, es Chicago Eight van esdevenir els Chicago Seven.
La resta d'acusats, particularment els yippies Hoffman i Rubin, aprofitaren el judici per difondre les idees antiautoritàries i en alguns casos amb influència anarquista del Youth International Party, i es burlaren del tribunal, per exemple quan Hoffman i Rubin es van presentar abillats amb togues de jutge, o quan Hoffman va suggerir als jurats que provessin el LSD i es va oferir per posar-los en contacte amb un traficant que coneixia a Florida. El judici es va estendre mesos, i van ser-hi cridats com a testimonis molts personatges públics de l'esquerra nord-americana i de la contracultura (incloent el cantant de folk Arlo Guthrie, l'escriptor Norman Mailer, el defensor del LSD Timothy Leary i el Reverend Jesse Jackson). Tot plegat va donar una gran publicitat al judici, que es va convertir en un punt d'atenció per a una quantitat creixent de manifestants.
Finalment, el 18 de febrer de 1970, els set acusats van ser trobats no culpables dels càrrecs de conspiració. Dos (Froines i Weiner) van ser completament absolts i els cinc restants van ser declarats culpables de travessar les fronteres estatals amb la intenció d'incitar a la revolta, i condemnats a cinc anys de presó cadascun i a una multa de 5.000 dòlars.
Els condemnats van apel·lar davant el United States Court of Appeals for the Seventh Circuit que va revocar les condemnes el 21 de novembre de 1972, estimant parcialitat del jutge Hoffman i pel fet que havia denegat als advocats de la defensa el filtratge dels membres del jurat en funció dels seus prejudicis culturals i racials. El Departament de Justícia va decidir no reobrir el cas. Durant el judici, tots els acusats i tots dos advocats defensors havien estat jutjats per desacatament al tribunal i condemnats a anar a la presó, però totes aquestes penes van ser revocades. Els càrrecs sobre desacatament al tribunal van ser reoberts davant un altre jutge diferent, que va trobar Dellinger, Rubin, Hoffman i Kunstler culpables d'alguns dels càrrecs, però va decidir no condemnar-los a presó ni multar-los.